# Петропавловская и Камчатская епархия
Петропа́вловская и Камча́тская епархия — епархия Русской Православной Церкви, объединяющая приходы и монастыри в пределах Камчатского края.
Епархиальный центр — Петропавловск-Камчатский. Кафедральный собор — Святой Живоначальной Троицы.

## История
Создана 1 декабря 1840 года, будучи выделена из состава Иркутской епархии. Первоначально кафедра находилась в Новоархангельске на острове Баранова, в Америке. В дальнейшем, по усмотрению правящего архиерея, кафедра переносится в различные пункты. Так, в 1852—1853 годах она находилась в Аянске; с 1853 года — в Якутске, в связи с присоединением к епархии 26 июля 1852 года Якутской области; а с 21 декабря 1858 года — в Благовещенске-на-Амуре.
После продажи Аляски Соединённым Штатам из епархии в 1870 году была выделена Алеутская епархия.
В 1899 году из Камчатской епархии была выделена Владивостокская, с кафедрой во Владивостоке в которую вошли Приморская область с Камчаткой, а оставшаяся часть, сохраняя кафедру в Благовещенске и охватывая Амурскую область, потеряла наименование Камчатской и стала именоваться Благовещенской.
22 августа 1916 года во Владивостокской епархии было создано Камчатское викариатство, 5 октября того же года викарий получил особые полномочия и титул «Камчатского и Петропавловского».
6 сентября 1922 года епископ Нестор (Анисимов) направил телеграмму Высшему Церковному Управлению Заграницей прошение о создании самостоятельной Камчаткой епархии: «Согласно Патриаршего указа 1920 года за № 362 совещание епископов Михаила, Мефодия, Мелетия, Нестора постановило выделить Камчасткую епархию в самостоятельную с присоединением Охотского уезда, входящего в состав Камчатской области».
11 сентября того же года, Временный Архиерейский Синод РПЦЗ, рассмотрев данное прошение, постановил: «разрешить и благословить выделить Камчатскую область в самостоятельную епархию с присоединением Охотского уезда в качестве викариатства».
Вскоре кафедра пресеклась, хотя её архипастырь Нестор (Анисимов), эмигрировавший за границу, продолжал титуловаться Камчатским и Петропавловским вплоть до 1945 года.
В начале 1930-х годов местные советские руководители отрапортовали в Москву, что Камчатка — первый регион, в котором полностью покончено с церковно-приходской жизнью. Через 40 лет в Петропавловске-Камчатском сложилась немногочисленная православная община. Более 10 лет она существовало полулегально — местные власти не разгоняли её, но и не регистрировали. Наконец, в 1985 году в Москве признали «камчатский случай перегибом», и община получила регистрацию. В 1984 году в Петропавловск-Камчатский прибыл первый православный священник — протоиерей Ярослав Левко. Его стараниями был построен первый храм на Камчатке в советский период — церковь святых Петра и Павла.
22 февраля 1993 года самостоятельная Петропавловская епархия в пределах Камчатской области была выделена из Магаданской.
В 1995—1996 году состоялось рукоположение первых священников и диакона из прихожан камчатских храмов.

## Названия
- Камчатская, Курильская и Алеутская (с XIX века)
- Петропавловская (с 1916)
- Камчатская и Петропавловская (1916—1922)
- Петропавловская и Камчатская (с 1993)

## Епископы
Камчатская, Курильская и Алеутская епархия
- Иннокентий (Вениаминов) (15 декабря 1840 — 5 января 1868)
- Вениамин (Благонравов) (18 марта 1868 — 31 марта 1873)

Камчатская, Курильская и Благовещенская епархия
- Павел (Попов) (31 марта 1873 — 25 мая 1877)
- Мартиниан (Муратовский) (17 октября 1877 — 11 мая 1885)
- Гурий (Буртасовский) (22 июля 1885 — 24 октября 1892)
- Макарий (Дарский) (25 октября 1892 — 7 сентября 1897)
- Евсевий (Никольский) (4 октября 1897 — 1 января 1899)

Петропавловское викариатство Владивостокской епархии
- Нестор (Анисимов) (16 октября 1916 — 24 сентября 1922)

Петропавловская и Камчатская епархия
- Нестор (Анисимов) (24 сентября 1922 — 1945) находился в эмиграции
- Ярослав Левко (22 февраля 1993 — 6 марта 1994) в/у, протоиерей
- Нестор (Сапсай) (6 марта 1994 — 17 июля 1997)
- Ростислав (Девятов) (17 июля 1997 — 29 марта 1998) в/у, епископ Магаданский
- Игнатий (Пологрудов) (29 марта 1998 — 22 марта 2011)
- Артемий (Снигур) (10 апреля 2011 — 28 декабря 2018)
- Феодор (Малаханов) (с 28 декабря 2018)

## Благочиния
Епархия разделена на 9 церковных округов:
- Быстринское благочиние — протоиерей Владислав Ревенок
- Елизовское благочиние — протоиерей Валерий Глидилин
- Мильковское благочиние — иерей Роман Никитин
- Северное благочиние — епископ Вилючинский Феодор
- Усть-Камчатское благочиние — иерей Николай Пендюков
- Центральное благочиние — протоиерей Алексий Апатов
- Юго-Западное благочиние — иерей Виталий Малаханов
- Благочиние гарнизонных храмов — протоиерей Василий Гончар
- Благочиние тюремных храмов — протоиерей Константин Бацаценко

## Монастыри
- Камчатский Пантелеимонов монастырь в Петропавловске-Камчатском (мужской)
- Монастырь Казанской иконы Божией Матери в посёлке Мутной Елизовского района (женский)